# Euclystis epidromiaelineata
Euclystis epidromiaelineata là một loài bướm đêm trong họ Erebidae.